# Glitter and Doom Live
Albums de Tom Waits
Il fOrphans: Brawlers, Bawlers & Bastards
(2006) Bad as Me
Glitter and Doom Live est le troisième album de chansons de concerts de Tom Waits.

## Historique
L'album rassemble quinze chansons issues de sa tournée intitulée Glitter and Doom à travers les États-Unis et l'Europe au cours de l’été 2008.
1. Lucinda/Ain't Going Down, medley
2. Singapore
3. Get Behind the Mule
4. Fannin Street
5. Dirt in the Ground
6. Such a Scream
7. Live Circus : l'ambiance musicale lors du concert est la chanson Sous le ciel de Paris [1]
8. Goin' out West
9. Falling Down, chanson issue de l'album filmé Big Time
10. The Part You Throw Away
11. Trampled Rose
12. Metropolitan Glide
13. I'll Shoot The Moon
14. Green Grass
15. Make It rain
16. Story. Pause pendant laquelle le chanteur joue le rôle d'amuseur, expliquant par exemple qu'il ne connaissait rien à l'achat en ligne sur eBay, et que son premier achat fut le dernier soupir rendu par Henry Ford[2] Ensuite, il fait une faute intentionnelle au piano, expliquant que toutes ses chansons commencent de cette manière[3].

- 17 Lucky Day